# Lasia
Lasia es un género con dos especies de plantas con flores de la familia Araceae. Es originario de las regiones tropicales y subtropicales de Asia.

## Descripción
El género incluye dos especies, las cuales son nativas de Asia, Lasia spinosa y Lasia concinna. Lasia se creía que era un género monotípico hasta 1997, cuando una población silvestre de Lasia concinna fue descubierta en los arrozales de un granjero en Kalimantan Occidental, Indonesia.  El agricultor había estado dejándolas crecer por sus hojas comestibles jóvenes.  Esta especie de Lasia se había conocido  anteriormente solo por una muestra individual en el Jardín Botánico de Buitenzorg. En la muestra se creía que había sido un híbrido entre Lasia spinosa y Cyrtosperma merkusii.  El descubrimiento posterior de Hambali y Sizemore llevó a la constatación de que en realidad era una nueva especie.

## Taxonomía
El género fue descrito por João de Loureiro y publicado en Flora Cochinchinensis 64, 81. 1790. La especie tipo es: Lasia aculeata Lour. 

## Especies
- Lasia concinna Alderw., Bull. Jard. Bot. Buitenzorg, III, 1: 379 (1920).
- Lasia spinosa (L.) Thwaites, Enum. Pl. Zeyl.: 336 (1864).